# Ghestem-conventie
De Ghestem-conventie is een conventie in het bridge die een tweekleurenspel aangeeft na een opening van de tegenstander van 1 in een kleur. Er zijn drie combinaties van tweekleurenspellen die de openingskleur niet bevatten. De conventie gebruikt 2SA, 3♣ en het cue-bod (zonder sprong) om deze drie combinaties aan te geven.
De conventie is genoemd naar de ontwerper, de Franse bridger en dammer Pierre Ghestem.
De betekenis van de drie Ghestem-biedingen zijn 
2SA! : de laagste twee ongeboden kleuren
3♣! : de hoogste twee ongeboden kleuren
cue-bod! : de hoogste en de laagste ongeboden kleur
In het algemeen spreken paren af dat beide kleuren ten minste vijfkaarten moeten zijn en dat het een constructief bod is vanaf 8 punten. Een bovengrens afspreken kan, maar wordt gegeven de forcerende situatie niet altijd gedaan.
Een ! duidt een conventioneel en dus te alerteren bod aan.

## Antwoorden
Het antwoordenschema is relatief eenvoudig :
Een getoonde kleur bieden is zwak, met een sprong op 3-niveau bieden is inviterend (dit bod kan alleen beschikbaar zijn na een cue), een manche is om te spelen, de 4e kleur is om te spelen (misfit, goede zeskaart). Voor de sterkere handen is het cue-bod weer beschikbaar.
Dus bijvoorbeeld 1♦ - 2♦! toont ten minste twee vijfkaarten in klaveren en schoppen. Dan is, als de rechtertegenstander past:
- 2♥ : om te spelen
- 2♠ : zwak, schoppenfit
- 3♣ : zwak, klaverfit
- 3♠ : inviterend, schoppenfit
- 3SA, 4♠, 5♣ : om te spelen
- 3♦! : sterk, sleminteresse

## Voordelen en nadelen
Ten opzichte van Michaels cue-bid en Unusual 2SA is het voordeel dat beide kleuren direct bekend zijn en dat alle combinaties biedbaar zijn. Nadeel is dat met de beide hoge kleuren er ten minste op drie-niveau gespeeld moet worden en dat er niet altijd de mogelijkheid is om te inviteren. Ten slotte verliest 3♣ zijn natuurlijke betekenis. Dit leidt geregeld tot misverstanden, de conventie komt vrij weinig voor en met name de sprong naar 3♣! wordt regelmatig geboden of door de partner begrepen als echte klaveren. Ook komt het regelmatig voor dat de verkeerde kleuren worden getoond, of dat het bod niet goed wordt begrepen en met de verkeerde kleuren wordt uitgelegd.
Algemeen nadeel is dat voor de tegenstanders twee cue-biedingen beschikbaar komen en dat bij eventueel tegenspel de tegenstanders zeer veel informatie over het zitsel hebben.

## Varianten
Om het 3♣-probleem te omzeilen spelen veel paren de variant om na 1♦ - 3♦! als de beide hoge kleuren te spelen. Dit heet ook wel Modified Ghestem. Wanneer deze conventie op de lage kleuren en Michaels op de hoge kleuren wordt gespeeld, is 3♣ altijd echte klaveren of - na een 1♣-opening - een duidelijke cue.
Om het probleem te omzeilen dat de hoge kleuren op 3-niveau geïntroduceerd moeten worden spelen sommige paren een ander schema waarbij na een 1♣- of 1♦-opening 2♦! gebruikt wordt voor de hoge kleuren en 3♣ voor de hoogste en de laagste.